# Tolnaftat
Tolnaftat ist ein Arzneistoff, der als topisches Antimykotikum verwendet wird. Es handelt sich dabei um ein Thiocarbamat.

## Anwendungsgebiete
Tolnaftat wirkt fungizid auf Dermatophyten, gegen Hefen ist es jedoch unwirksam.

## Wirkung
Es hemmt die Sterin-Synthese, indem es das Enzym Squalenepoxidase blockiert.

## Handelsnamen
Monopräparate
Tinatox (D), sowie ein Generikum (D)
Kombinationspräparate
Undex (CH)